# Latawce (film)
Latawce – polski film dokumentalny z 2007 roku o kursie filmowym prowadzonym przez młodego polskiego reżysera Jacka Szarańskiego, który odbył się w Szkole Artystycznej w Kabulu.
W 2002 roku, niedługo po tym, jak wojska amerykańskie odzyskały panowanie nad Kabulem, a talibów zastąpił prezydent Hamid Karzaj, Polska Akcja Humanitarna otworzyła swoją misję w Afganistanie. Pierwszym zadaniem, jakie sobie postawili, była odbudowa średniej szkoły artystycznej. Janina Ochojska zaprosiła do współpracy Beatę Dzianowicz, która zrealizowała krótki reportaż filmowy Lekcja nadziei. Reżyserka w towarzystwie producenta filmowego Krzysztofa Kopczyńskiego powracała później wielokrotnie do Afganistanu, by w 2005 roku rozpocząć zdjęcia do pełnometrażowego filmu Latawce. Większość materiałów zostało nakręconych we wrześniu 2006 roku. Film to portret uczestników warsztatów filmowych Kabul – moje miasto, jakie poprowadził Jacek Szarański.
Latawce pokazują codzienność Afganistanu z perspektywy współczesnego afgańskiego nastolatka.
Ekipa twórców podczas zdjęć była bardzo skromna:
- reżyser – Beata Dzianowicz,
- zdjęcia – Jacek Petrycki,
- producent – Krzysztof Kopczyński,
- asystent kamer i dźwięk – Jarosław Roszyk,
- fotosista – Witold Krassowski.

Filmowcom pomagały również tłumaczki Jacka Szarańskiego – Nooria Habebi i Maria Amiri.
Organizatorka wyprawy w Afganistanie – Maria Amiri
Film został zmontowany w dwóch wersjach – telewizyjnej (52 minuty) i pełnometrażowej (80 minut).